# Jupiler Pro League de 2022–23
A Pro League Belga de 2022–23 (oficialmente conhecida como Jupiler Pro League devido a motivos de patrocínio) foi a 120ª temporada do futebol de primeira linha na Bélgica.

## Equipes

### Estádios e localizações
Cercle Brugge

 Brugge
| Clube             | Localização            | Estádio                        | Capacidade |
| ----------------- | ---------------------- | ------------------------------ | ---------- |
| Anderlecht        | Anderlecht, Brussels   | Constant Vanden Stock Stadium  | 21,500     |
| Royal Antwerp     | Antwerp                | Bosuilstadion                  | 16,144     |
| Cercle Brugge     | Bruges                 | Jan Breydel Stadium            | 29,042     |
| Charleroi         | Charleroi              | Stade du Pays de Charleroi     | 14,000     |
| Club Brugge       | Bruges                 | Jan Breydel Stadium            | 29,042     |
| Eupen             | Eupen                  | Kehrwegstadion                 | 08,363     |
| Genk              | Genk                   | Cegeka Arena                   | 24,956     |
| Gent              | Ghent                  | Ghelamco Arena                 | 20,000     |
| Kortrijk          | Kortrijk               | Guldensporen Stadion           | 09,399     |
| Mechelen          | Mechelen               | AFAS-stadion Achter de Kazerne | 16,700     |
| Oostende          | Ostend                 | Versluys Arena                 | 08,432     |
| OH Leuven         | Leuven                 | Den Dreef                      | 10,000     |
| RFC Seraing       | Seraing                | Stade du Pairay                | 08,207     |
| Sint-Truiden      | Sint-Truiden           | Stayen                         | 14,600     |
| Standard de Liège | Liège                  | Stade Maurice Dufrasne         | 30,023     |
| Union SG          | Saint-Gilles, Brussels | Stade Joseph Marien            | 08,000     |
| Westerlo          | Westerlo               | Het Kuipje                     | 08,035     |
| Zulte Waregem     | Waregem                | Regenboogstadion               | 12,500     |

## Temporada regular

### Classificação
| Pos | Equipe               | Pts | J  | V  | E  | D  | GP | GC | SG  | Classificação ou descenso                                                   |
| --- | -------------------- | --- | -- | -- | -- | -- | -- | -- | --- | --------------------------------------------------------------------------- |
| 1   | Genk                 | 75  | 34 | 23 | 6  | 5  | 78 | 37 | +41 | Qualificado para a Liga Conferência Europa da UEFA de 2023–24 e Play-offs I |
| 2   | Union Saint-Gilloise | 75  | 34 | 23 | 6  | 5  | 70 | 41 | +29 | Qualificado para Play-offs I                                                |
| 3   | Royal Antwerp        | 72  | 34 | 22 | 6  | 6  | 59 | 26 | +33 | Qualificado para Play-offs I                                                |
| 4   | Club Brugge          | 59  | 34 | 16 | 11 | 7  | 61 | 36 | +25 | Qualificado para Play-offs I                                                |
| 5   | Gent                 | 56  | 34 | 16 | 8  | 10 | 64 | 38 | +26 | Qualificado para Play-offs II                                               |
| 6   | Standard de Liège    | 55  | 34 | 16 | 7  | 11 | 58 | 45 | +13 | Qualificado para Play-offs II                                               |
| 7   | Westerlo             | 51  | 34 | 14 | 9  | 11 | 61 | 53 | +8  | Qualificado para Play-offs II                                               |
| 8   | Cercle Brugge        | 50  | 34 | 13 | 11 | 10 | 50 | 46 | +4  | Qualificado para Play-offs II                                               |
| 9   | Charleroi            | 48  | 34 | 14 | 6  | 14 | 45 | 52 | −7  |                                                                             |
| 10  | OH Leuven            | 48  | 34 | 13 | 9  | 12 | 56 | 48 | +8  |                                                                             |
| 11  | Anderlecht           | 46  | 34 | 13 | 7  | 14 | 49 | 46 | +3  |                                                                             |
| 12  | Sint-Truiden         | 42  | 34 | 11 | 9  | 14 | 37 | 40 | −3  |                                                                             |
| 13  | Mechelen             | 40  | 34 | 11 | 7  | 16 | 49 | 63 | −14 |                                                                             |
| 14  | Kortrijk             | 31  | 34 | 8  | 7  | 19 | 37 | 61 | −24 |                                                                             |
| 15  | Eupen                | 28  | 34 | 7  | 7  | 20 | 40 | 75 | −35 |                                                                             |
| 16  | Oostende             | 27  | 34 | 7  | 6  | 21 | 37 | 76 | −39 | Rebaixado à Challenger Pro League de 2023–24                                |
| 17  | Zulte Waregem        | 27  | 34 | 6  | 9  | 19 | 50 | 78 | −28 | Rebaixado à Challenger Pro League de 2023–24                                |
| 18  | RFC Seraing          | 20  | 34 | 5  | 5  | 24 | 28 | 68 | −40 | Rebaixado à Challenger Pro League de 2023–24                                |

1. ↑  Os vencedores da temporada regular se classificarão para a Liga Conferência Europa da UEFA de 2023–24 se não se classificarem para a Liga dos Campeões da UEFA de 2023–24 nos playoffs.

### Resultados
| Mandante \ Visitante | GNK | USG | ANT | CLU | GNT | STA | WES | CER | CHA | OHL | AND | STR | MEC | KVK | EUP | OOS | ZWA | SER |
| -------------------- | --- | --- | --- | --- | --- | --- | --- | --- | --- | --- | --- | --- | --- | --- | --- | --- | --- | --- |
| Genk                 | —   | 1–2 | 0–1 | 3–1 | 1–0 | 3–1 | 6–1 | 2–1 | 4–1 | 2–1 | 5–2 | 0–0 | 3–1 | 2–1 | 4–2 | 3–0 | 1–0 | 2–0 |
| Union SG             | 1–2 | —   | 2–0 | 2–2 | 2–0 | 2–4 | 1–1 | 2–1 | 1–0 | 1–0 | 2–1 | 2–1 | 2–1 | 2–1 | 2–1 | 3–0 | 4–0 | 2–1 |
| Royal Antwerp        | 1–3 | 4–2 | —   | 0–0 | 2–0 | 4–1 | 3–0 | 2–1 | 0–1 | 4–2 | 0–0 | 2–0 | 5–0 | 1–0 | 2–0 | 3–0 | 1–0 | 2–1 |
| Club Brugge          | 3–2 | 1–1 | 2–2 | —   | 2–0 | 2–0 | 0–2 | 4–0 | 2–2 | 1–1 | 1–1 | 3–0 | 3–0 | 2–1 | 7–0 | 4–2 | 1–1 | 2–0 |
| Gent                 | 2–3 | 1–1 | 1–2 | 2–0 | —   | 0–0 | 2–1 | 3–4 | 0–0 | 2–0 | 1–0 | 1–1 | 3–0 | 2–1 | 3–0 | 1–2 | 2–0 | 2–1 |
| Standard Liège       | 2–0 | 2–3 | 3–0 | 3–0 | 2–2 | —   | 2–0 | 2–0 | 3–1 | 1–3 | 5–0 | 1–1 | 2–0 | 0–2 | 3–1 | 1–0 | 2–2 | 0–2 |
| Westerlo             | 2–3 | 4–2 | 3–3 | 0–0 | 3–3 | 4–2 | —   | 2–0 | 2–3 | 1–2 | 2–1 | 2–3 | 2–0 | 3–1 | 0–1 | 6–0 | 2–0 | 2–2 |
| Cercle Brugge        | 1–1 | 1–1 | 0–2 | 2–2 | 3–2 | 1–1 | 0–1 | —   | 4–1 | 2–1 | 1–0 | 3–1 | 0–0 | 2–0 | 5–1 | 2–2 | 1–1 | 3–1 |
| Charleroi            | 2–2 | 0–1 | 1–0 | 1–3 | 2–1 | 0–1 | 2–3 | 2–1 | —   | 0–1 | 0–1 | 1–0 | 0–5 | 2–2 | 3–1 | 1–3 | 3–2 | 3–0 |
| OH Leuven            | 0–1 | 0–3 | 1–1 | 0–3 | 1–1 | 3–2 | 2–0 | 0–0 | 3–2 | —   | 0–2 | 1–1 | 4–1 | 2–3 | 1–1 | 2–1 | 4–2 | 5–0 |
| Anderlecht           | 0–2 | 1–3 | 0–0 | 0–1 | 0–1 | 2–2 | 0–0 | 2–0 | 0–1 | 2–2 | —   | 3–1 | 2–3 | 4–1 | 4–2 | 2–0 | 2–3 | 3–1 |
| Sint-Truiden         | 2–2 | 1–1 | 0–1 | 1–1 | 0–3 | 1–2 | 0–1 | 0–1 | 2–1 | 0–0 | 0–3 | —   | 3–1 | 1–0 | 0–1 | 5–0 | 2–0 | 2–1 |
| Mechelen             | 2–2 | 3–0 | 0–2 | 0–3 | 1–1 | 2–0 | 5–4 | 1–1 | 2–2 | 0–0 | 1–3 | 1–0 | —   | 3–2 | 2–1 | 2–1 | 2–2 | 2–3 |
| Kortrijk             | 1–0 | 2–4 | 2–1 | 1–0 | 0–4 | 0–1 | 0–2 | 1–1 | 0–1 | 0–2 | 2–2 | 0–0 | 1–4 | —   | 0–0 | 2–2 | 1–3 | 3–2 |
| Eupen                | 1–1 | 1–2 | 0–1 | 2–1 | 0–4 | 2–0 | 1–1 | 2–2 | 1–2 | 4–2 | 0–1 | 0–2 | 2–1 | 0–1 | —   | 4–4 | 1–5 | 1–3 |
| Oostende             | 1–2 | 1–6 | 0–3 | 3–0 | 1–3 | 1–3 | 1–2 | 1–2 | 0–0 | 0–4 | 0–2 | 0–1 | 2–1 | 3–1 | 1–0 | —   | 2–1 | 1–2 |
| Zulte Waregem        | 1–4 | 1–3 | 0–2 | 1–2 | 2–6 | 0–3 | 1–1 | 2–3 | 1–3 | 2–5 | 3–2 | 0–3 | 2–0 | 3–3 | 5–5 | 1–1 | —   | 2–0 |
| RFC Seraing          | 0–4 | 1–2 | 0–2 | 0–2 | 0–5 | 1–1 | 1–1 | 0–1 | 0–1 | 2–1 | 0–1 | 1–2 | 0–2 | 0–1 | 0–1 | 1–1 | 1–1 | —   |

## Play-offs

### Playoffs I
Os pontos obtidos durante a temporada regular serão reduzidos pela metade (e arredondados) antes do início do playoff. Genk e Union SG, portanto, começaram com 38 pontos, Royal Antwerp com 36 e Club Brugge com 30. Em caso de empate entre algumas equipes, sua ordem relativa seria baseada na seguinte lista: Royal Antwerp (pontos não arredondados) , Genk (temporada regular classificado 1), Union SG (temporada regular classificado 2), Club Brugge (temporada regular classificado 4).
| Pos | Equipe               | Pts | J | V | E | D | GP | GC | SG | Classificação ou descenso                                          |  | ANT | GNK | USG | CLU |
| --- | -------------------- | --- | - | - | - | - | -- | -- | -- | ------------------------------------------------------------------ |  | --- | --- | --- | --- |
| 1   | Royal Antwerp (C)    | 47  | 6 | 3 | 2 | 1 | 10 | 8  | +2 | Play-off da Liga dos Campeões da UEFA de 2023–24                   |  | —   | 2–1 | 1–1 | 3–2 |
| 2   | Genk                 | 46  | 6 | 2 | 2 | 2 | 10 | 10 | 0  | 2ª. Pré–eliminatória da Liga dos Campeões da UEFA de 2023–24       |  | 2–2 | —   | 1–1 | 3–1 |
| 3   | Union Saint-Gilloise | 46  | 6 | 2 | 2 | 2 | 8  | 8  | 0  | Playoff da Liga Europa da UEFA de 2023–24                          |  | 0–2 | 3–0 | —   | 1–3 |
| 4   | Brugge               | 36  | 6 | 2 | 0 | 4 | 10 | 12 | −2 | 2ª. pré–eliminatória da Liga Conferência Europa da UEFA de 2023–24 |  | 2–0 | 1–3 | 1–2 | —   |

1. ↑  A Royal Antwerp se classificou para a Liga Europa como vencedor da Copa da Bélgica de 2022–23.

### Play-offs II
Os pontos obtidos durante a temporada regular serão reduzidos pela metade (e arredondados) antes do início do playoff. Gent e Standard começaram com 28 pontos, Westerlo com 26 e Cercle Brugge com 25. Como os pontos de Standard e Westerlo foram arredondados, em caso de empate eles sempre seriam classificados abaixo do time (ou times) com o qual estão empatados. O fator decisivo depois disso seria a posição final na temporada regular. 
| Pos | Equipe            | Pts | J | V | E | D | GP | GC | SG  | Classificação ou descenso                                          |     | GNT | CER | WES | STA |
| --- | ----------------- | --- | - | - | - | - | -- | -- | --- | ------------------------------------------------------------------ | --- | --- | --- | --- | --- |
| 1   | Gent              | 44  | 6 | 5 | 1 | 0 | 17 | 6  | +11 | 2ª. Pré–eliminatória da Liga Conferência Europa da UEFA de 2023–24 |     | —   | 2–2 | 3–1 | 3–1 |
| 2   | Cercle Brugge     | 36  | 6 | 3 | 2 | 1 | 13 | 9  | +4  |                                                                    |     | 0–4 | —   | 2–0 | 0–0 |
| 3   | Westerlo          | 30  | 6 | 1 | 1 | 4 | 10 | 15 | −5  |                                                                    | 1–3 | 3–5 | —   | 3–0 |     |
| 4   | Standard de Liège | 30  | 6 | 0 | 2 | 4 | 4  | 14 | −10 |                                                                    | 1–2 | 0–4 | 2–2 | —   |     |

## Estatísticas
- Atualizado até 4 de junho de 2023

### Artilharia
| Pos. | Jogador             | Clube         | Gols |
| ---- | ------------------- | ------------- | ---- |
| 1    | Hugo Cuypers        | Gent          | 27   |
| 2    | Ayase Ueda          | Cercle Brugge | 22   |
| 3    | Gianni Bruno        | Sint-Truiden  | 18   |
| 3    | Vincent Janssen     | Royal Antwerp | 18   |
| 5    | Joseph Paintsil     | Genk          | 17   |
| 6    | Paul Onuachu        | Genk          | 16   |
| 7    | Gift Emmanuel Orban | Gent          | 15   |
| 8    | Hans Vanaken        | Club Brugge   | 14   |
| 9    | Ferran Jutglà       | Club Brugge   | 13   |
| 9    | Mario González      | OH Leuven     | 13   |
| 9    | Nene Dorgeles       | Westerlo      | 13   |

### Hat-tricks
| Jogador        | Para          | Contra        | Resultado | Data                  |
| -------------- | ------------- | ------------- | --------- | --------------------- |
| Dino Hotić     | Cercle Brugge | Gent          | 4–3 (F)   | 2 de outubro de 2022  |
| Mario González | OH Leuven     | Zulte Waregem | 5–2 (F)   | 8 de outubro de 2022  |
| Kévin Denkey   | Cercle Brugge | Eupen         | 5–1 (C)   | 15 de outubro de 2022 |
| Paul Onuachu   | Genk          | Charleroi     | 4–1 (C)   | 4 de novembro de 2022 |
| Gift Orban     | Gent          | Zulte Waregem | 6–2 (F)   | 12 de março de 2023   |
| Zinho Gano     | Zulte Waregem | Eupen         | 5–1 (F)   | 15 de abril de 2023   |
| Ferran Jutglà  | Club Brugge   | Eupen         | 7–0 (C)   | 23 de abril de 2023   |